# Тіроль

Герб Тіроля

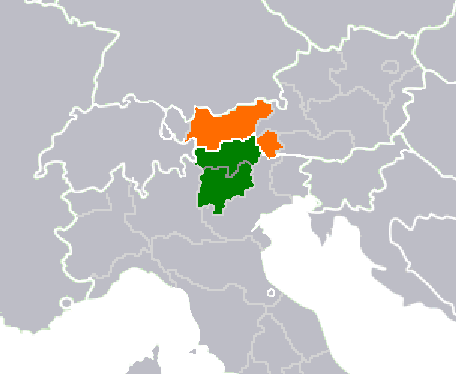
Тіроль: Північний і Південний

Тіроль (Тироль, нім. Tirol; італ. Tirolo; лат. Tirolis) — історична область в Центральній Європі у східній частині Альпійських гір, що включає федеральну землю Тіроль в складі Австрії та автономні провінції Південний Тіроль та Тренто (регіон Трентіно-Альто-Адідже) в Італії.

## Географія
З площею 12 640,17 квадратних кілометрів австрійський Тіроль є третьою за величиною федеральною землею в Австрії. Він межує з Форарльберг на заході, Зальцбургом і Каринтією на сході, Баварією (Німеччина) на півночі, кантонів Граубюнден (Швейцарія) на південному заході і Південним Тиролем і провінцією Беллуно (Італія) на півдні. З усіх федеральних штатів вона має найдовший зовнішній кордон, загальна протяжність якого становить 719 кілометрів, і 11,9 % — найнижча частка постійних населених пунктів в країні.
Федеративна держава розділена на дев'ять політичних округів.

## Клімат
Тіроль належить до помірної зони та лежить на кордоні між атлантичним, континентальним і середземноморським впливом. Переважним є внутрішній альпійський гірський клімат, який має субконтинентальні особливості. Вологе літо, суха осінь, сніжна зима, а також сильні місцеві відмінності характеризують клімат.
Ланцюгові гори — це погодні оболонки, а повітря може обтікати окремі гірські хребти. Північні вапнякові Альпи складаються в основному з гірських ланцюгів, де мова йде про опади в умовах застою. Крім того, вони зазвичай м'які і сухі. Тіроль, як і вся Центральна Європа, знаходиться під впливом зони західного вітру, тому північний край Альп найвологіший і найсніжніший.
Внутрішні альпійські долини мають порівняно м'який клімат. У той час як середньорічна кількість опадів в Ройтте все ще становить 1375 міліметрів, на північному краю гір Карвендель близько 2000 міліметрів, а в Куфштайні — 1330 міліметрів, вона становить близько Інсбрука на 900 міліметрів, а у верхній долині річки Інн всього 600 міліметрів. Для внутрішніх альпійських долин характерні також великі добові амплітуди температури. Таким чином, середньодобовий максимум в липні для Інсбрука на 25,1 ° C вище, ніж у більшості інших метеостанцій в Австрії.
Великий вплив на температуру надає середня висота Тіролю. За винятком околиць Куфштайна, населені пункти понад 500 метрів. Гори зменшують кількість можливих сонячних променів, особливо у вузьких долинах північ-південь, таких як Ецталь і Пітцталь.
Зима зазвичай характеризується зміною сніжної і сніжної погоди. У північних частинах країни (Унтерланд, Ауссерферн і Карвендельгебіет) нерідкі товсті снігові масиви 50 см і більше, навіть в місцях нижче 1000 м над рівнем моря, через ефект північного ґрунту, який особливо виражений на холодних фронтах. Inneralpin не так багато снігу в таку погоду. І навпаки, більша кількість опадів можливо всередині Альп, особливо коли наступають теплі фронти. Оскільки опади часто випадають у вигляді дощу через більш м'яку погоду на нижчих висотах, саме у Верхній долині річки Інн набагато менша ймовірність утворення густого снігового покриву. Часто буває, що в Ландек і Інсбруку менше снігу, ніж у Вьорглі або Куфштайні. Весна зазвичай дуже нестабільна і дощова в Альпах, це може привести до холодних періодів. Влітку велика частина опадів випадає через грозу. Осінь часто характеризується тривалими періодами гарної погоди. Особливу погодне явище — це Фен, який відбувається, особливо в перехідні сезони, при швидкості вітру Пачеркофель до 200 км / год, а в Інсбруку може досягати 120 км / год, і навіть в кінці осені і на початку весни температура стає вище 20 ° C .

## Історія
- Тірольське графство